# Andonios Liveralis
Andonios Liveralis (grec: Αντώνιος Λιβεράλης)  (Corfú, 1814 - Corfú, 1842), grec: Αντώνιος Λιβεράλης o Liberalis, grec: Λιμπεράλης, italianitzat com a Antonio Liberali, fou un director i compositor grec de l'escola jònica primerenca.
Era fill del director d'orquestra italià Domenico Liberali i va ser dels estudiants predilectes de Nikólaos Màntzaros. Després va continuar els seus estudis al Conservatori de "San Pietro a Majella" a Nàpols. Quan va tornar a Corfú va ser rebut amb alegria al cercle de compositors nacionals, on va ser considerat un músic de gran talent. Després va començar a treballar com a ajudant del seu mestre Mantzaros, que li va deixar molt poc temps per a les seves pròpies composicions. Va ser un dels primers professors del seu germà petit Iosif i va exercir de vicerector de música a la Societat Filharmònica de Corfú.
Les composicions de Liveralis es limiten en gran manera a formes menors. Va escriure una sèrie de marxes funeràries fixes, que després es publicaren en dos volums. La marxa O Kambouris, grec: Ο Καμπούρης, "El geperut", va aconseguir una gran popularitat a Corfú. També es va dedicar a compondre música per a piano i a la creació d'un ric repertori de cançons. La seva òpera d'un sol acte és l'única obra segura de l'escena del compositor. Va néixer catòlic, però es va convertir en fe ortodoxa grega i va adoptar el nom patriòtic d'Eleftheriadis (grec: Ελευθεριάδης). Després de la seva intempestiva mort, va ser enterrat en un magnífic funeral al qual va tocar l'orquestra de la Societat Filharmònica de Corfú.

## Reconeixement
- Aquest article es basa en la traducció de l'article corresponent de la Viquipèdia alemanya. Podeu trobar una llista de col·laboradors a la secció Historial.